# Біда навчить
«Біда навчить» — казка Лесі Українки.

## Сюжет
Про те як горобчика «біда навчила».

## Історія публікацій
Вперше надруковано у 1891 році у журналі «Дзвінок». Окреме видання 1949 року в видавництві ЦК ЛКСМУ «Молодь» в Києві, вперше ілюстроване Валентином Литвиненком, пізніше перевидано в 1983 та 1988 роках (художник — Інна Козіна) вже у видавництві «Веселка».